# Forlì
Forlì (/for.ˈli/), anciennement orthographié Forly en français, est la ville chef lieu de la province de Forlì-Cesena en Émilie-Romagne en Italie.

## Toponymie
Le gentilé de Forlì, forlivesi, dérive du nom de la commune, Forum Livii, dans l'Antiquité.
Forlì (Furlè en dialecte romagnol, Forum Livii en latin) est une ville de plus de 100 000 habitants de la province de Forlì-Cesena, dont elle est le chef-lieu. Durant presque tout le XXe siècle, Forlì fut le chef lieu de la province de Forlì, qui englobait aussi le territoire qui maintenant fait partie de la province de Rimini.
Forlì est une ville d'Émilie-Romagne mais se situe en Romagne, dont elle constitue la zone centrale (« meditullium », précise Dante dans De Vulgari eloquentia). Sa primauté est aussi linguistique, car le forlivois constitue le typique dialecte romagnol, toujours selon Dante. Le romagnol tend à subir les influences des zones environnantes et perd de ses racines au fur et à mesure qu'il avance vers la périphérie de la Romagne.

## Histoire
Scarpetta Ordelaffi règne sur la ville de 1295 à 1315, avec une courte interruption de quelques années, et y fonde une dynastie familiale. D'origine noble et gibeline, très bien implantée en Romagne, le clan élimine ses rivaux, les familles Orgogliosi et Calboli, pour prendre le contrôle de la ville. Il parvient à sauvegarder ses possessions malgré la progression de la reconquête pontificale. Tous les membres du clan sont excommuniés en 1296 quand trois frères, Sinibaldo, Cecco et Scarpetta, avec la condotta familiale, participent au siège d'Imola. Devenu capitaine général de l'armée gibeline, Scarpetta expulse les guelfes présents à Forli et y confisque le pouvoir.
Au XVe siècle, se succèdent au pouvoir les Ordelaffi de 1411 à 1422, les Visconti de 1424 à 1426, la papauté et ses légats de 1426 à 1433, puis de nouveau les Ordelaffi qui considèrent la ville comme leur propriété, de 1433 à 1480, et enfin les Riarii de 1480 à 1500.
La région de Forli a notamment été le fief de la famille Vespignani, famille noble romaine et de la famille Savorelli, héritier de la famille Muti - Papazzuri. Les Vespignani possédaient le château de Monte Mauro à Brisighella de 1503 jusqu'au XVIIe siècle.
C'est autour du contrôle sur la ville de Forli après la mort de Giorgio Ordelaffi qu'éclate la guerre entre Milan et Florence en 1423, rejointe par Venise en 1425. La ville échoit aux États pontificaux après la paix de Ferrare.

## Monuments et lieux remarquables

### Le vieux Forlì

#### Piazza Aurelio Saffi
Il s'agit de la place principale de la ville, le cœur de la vie sociale et économique de Forlì. Elle fait 128 mètres de long et 87 de large, au milieu se trouve la statue d'architecture fasciste d'Aurelio Saffi, triumvir pendant la République romaine et personnage symbole de la ville, auquel la place est dédiée. Les plus importants bâtiments de la ville donnent sur cette place : le palais des postes (1931-1932), lui aussi d’époque fasciste ; l’hôtel de ville de l’an 1000, qui a été résidence de la famille Ordelaffi et dont la façade date de 1800, la tour de l’horloge qui a été détruite pendant la Seconde Guerre mondiale et reconstruite en 1975 ; également, le palais Albertini bâti au XVe siècle, d’art vénitien, et qui est le siège aujourd'hui d’expositions d’art contemporain. Enfin, l’abbaye ou basilique dédiée à saint Mercurial et son clocher.

#### Abbazia di San Mercuriale
L'abbaye est le monument le plus célèbre de la ville. Elle a été bâtie en  1181 sur les ruines d'une église très importante dédiée à Saint Étienne, en honneur de l'évêque de la ville après un incendie qui a détruit la moitié de Forlì. L'incendie qui eut lieu en 1173, avait été causé par les luttes entre les guelfes et les gibelins, les deux groupes qui existaient pendant le Moyen Âge, le premier en faveur du Pape et l'autre de la monarchie. Aujourd'hui on peut admirer une église en style romain-lombard. Le clocher est la première chose que l'on  remarque grâce à un effet d'optique créé par les fenêtres qui le rendent beaucoup plus haut qu'en réalité. Il fait en effet seulement 75 mètres mais quand on l'a construit au XIIIe siècle il était considéré une des merveilles du pays. Il faut aussi remarquer la lunette du XIIIe siècle qui se trouve au-dessus de l'entrée principale et décrit à travers un haut-relief l'adoration des mages et le cloître du 1400 qui a été ouvert pour mettre en communication la place principale et celle du tribunal d'époque fasciste. À l'intérieur se trouvent des œuvres de l'artiste Marco Palmezzano et le sépulcre de Barbara Manfredi. La légende raconte qu'elle était la fille du seigneur de Faenza, qui l'avait promise à Pino Ordelaffi quand elle avait seulement sept ans. Comme Pino et son frère Cecco avaient tenté de s'entretuer à la mort de la jeune fille, son père avait immédiatement accusé Pino d'homicide. Lui-même, tout en refusant l'accusation, avait ordonné la construction d'un monument dans le but, dit-on, d'atténuer son sentiment de culpabilité.

#### Cattedrale della Santa Croce
La cathédrale, communément appelée Duomo (Dôme) par les habitants de Forlì, a été commencée au XIIe siècle. Au XVe siècle elle a été profondément remaniée et en 1619 les travaux pour la construction de la chapelle de la « Madonna del fuoco » (Vierge du feu) ont commencé. Sur la façade on remarque six grandes colonnes bâties en 1841. En 1944 les Allemands, en se retirant ont fait sauter le clocher qui a été refait plus bas en 1970. L'intérieur est formé par trois nefs divisées par des colonnes en trois chapelles par côté et un grand presbytère. On peut admirer aussi de nombreuses fresques et toiles intéressantes comme l'œuvre du peintre de Forlì Pompeo Randi L'invention et la reconnaissance de la Croix ou celle de Tagliaferri Saint Giacomo et Saint Dominique adorant la Sainte Famille.

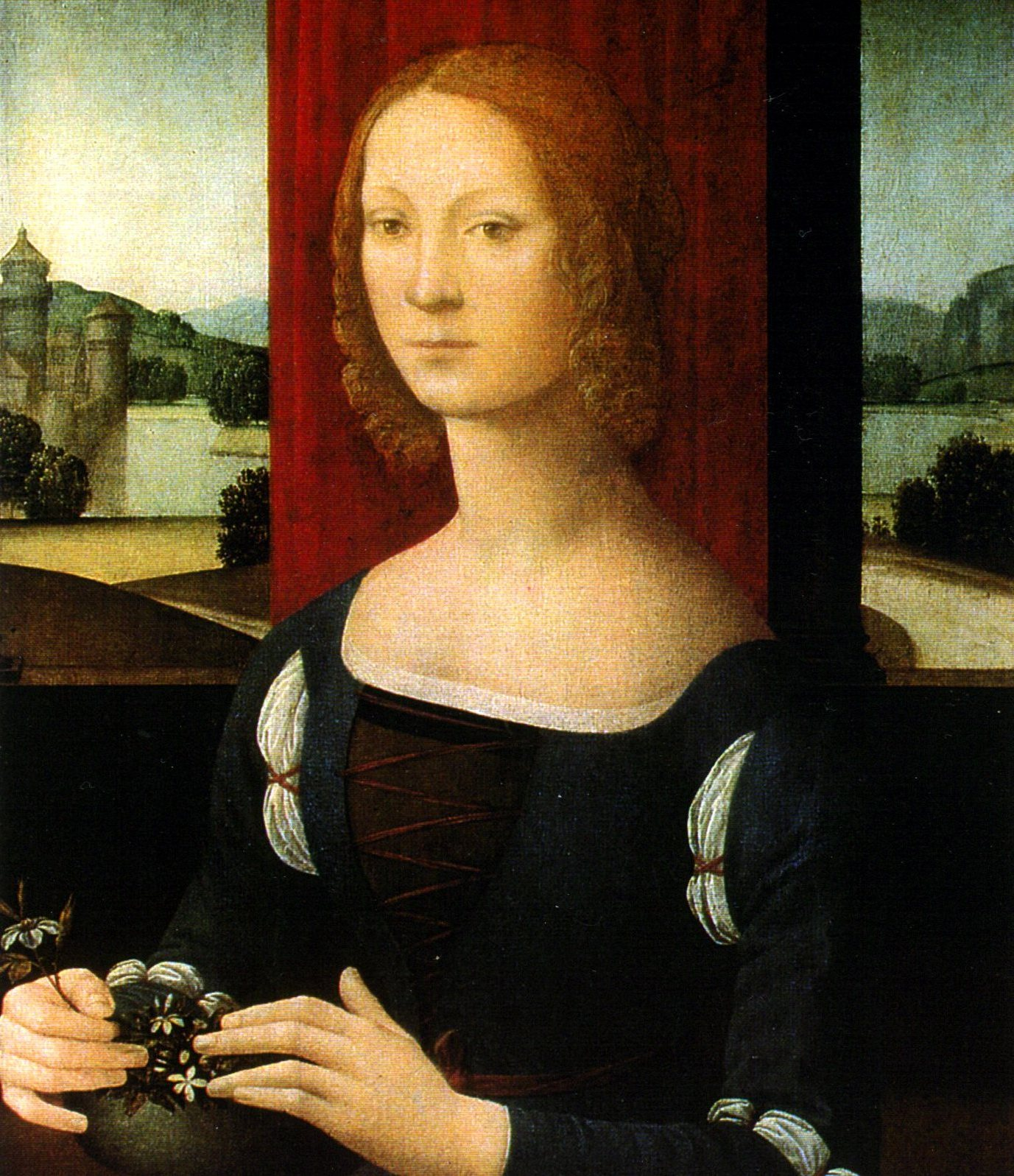
Caterina Sforza, 1480-1481,
Lorenzo di Credi,
Pinacoteca Civica.

Dans la chapelle de la Vierge blessée, bâtie selon la volonté de Caterina Sforza, il y a trois autels avec des fresques. Dans la chapelle de la vierge du feu dans l'arque d'entrée se trouve une fresque nommée Le miracle de la vierge du feu. En effet, en 1428, pendant la nuit du 4 au 5 février, un incendie s'est déclaré dans une école publique de la ville. Alors que l'incendie progressait, de nombreuses personnes présentes sur les lieux ont dit avoir vu la Vierge du feu. Il s'agissait d'une image en papier soutenue par une table en bois qui datait 1400. L'image sacrée appartenait à l'école depuis 1425 et les enfants lui chantaient éloges et lui adressaient leurs prières. Quand les flammes s'éteignirent, resta seulement les murs et l'image de la Vierge. Tout le monde conclut à un miracle. Aujourd'hui, près de l'église, se trouve le trésor de la Vierge du feu ainsi que la célèbre xylographie de la vierge peint par Felice Cignani en 1688. Chaque 4 février, depuis 1428 se tient un marché, qui s'étend de la place de la cathédrale jusqu'à Piazza Saffi, où l'on vend surtout des victuailles et en particulier le typique pain sucré de forme ovale aux raisins et anis.

#### L'église San Biagio
L'église san Biagio se situe dans le centre historique de Forlì. L'édifice actuel est le résultat de la reconstruction, en date de 1953, sous des formes à peu près similaires, d'une église antérieure, détruite par les bombardements de 1944 . Cette dernière contenait ladite chapelle Feo, oeuvre de Melozzo da Forli et Marco Palmezzano ainsi qu'une immaculée conception de Guido Reni.

### Musées
Les Musées de San Domenico contiennent la Pinacothèque où l'on trouve le portrait de Caterina Sforza par Lorenzo di Credi, dont la ressemblance avec la Mona Lisa de Léonard de Vinci a été soulignée. Le musée abrite également des expositions temporaires, deux à l'année, alternant art moderne et classique. Les musées ont été aménagés dans les locaux d'un ancien couvent dont on peut encore aujourd'hui admirer le réfectoire et ses fresques, bien qu'il tienne désormais lieu de salle de conférence.

### Architecture fasciste
Sous Mussolini, Forlì est devenu un centre urbain, la ville du Duce, avec toutes les caractéristiques symboliques qui en dérivent. À cette époque-là les travaux de restauration changèrent complètement le centre-ville : la Piazza Saffi, en 1931, le Piazzale della Vittoria et le Viale della Libertà, qui va de la gare jusqu'à la place où se trouve le monument au soldat inconnu et la statue d'Icare, tous les deux typiques de l'architecture fasciste.

#### Piazzale della Vittoria

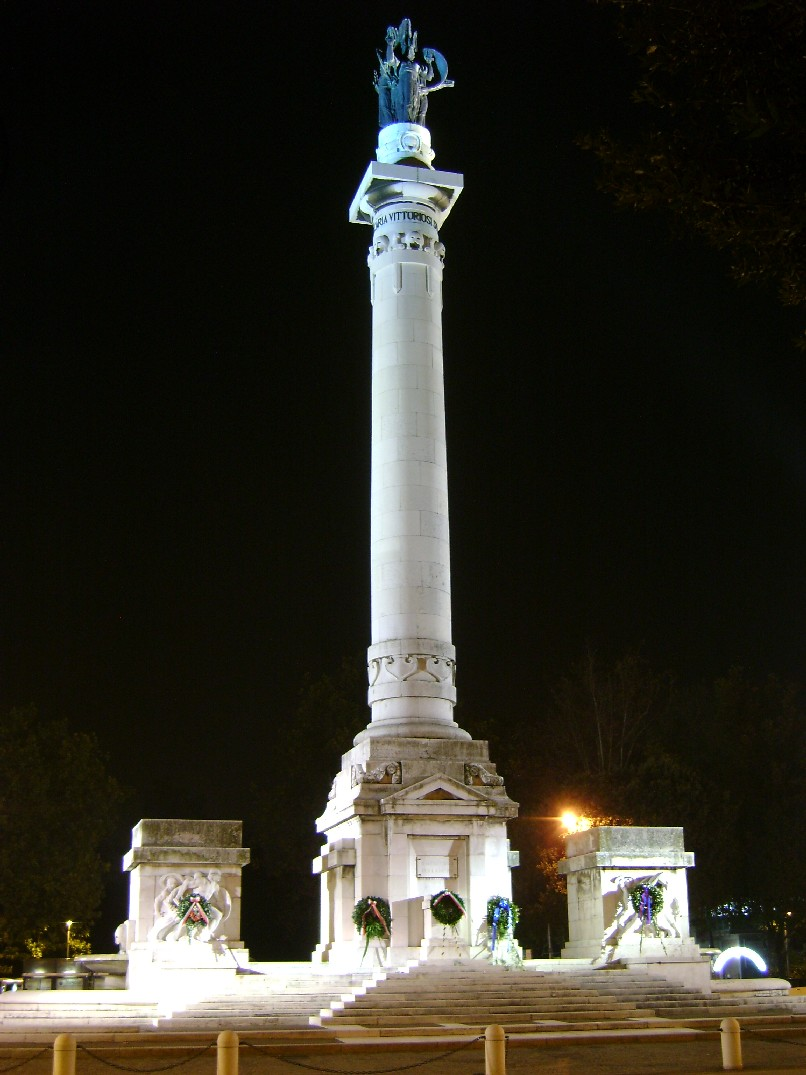
Monument au soldat inconnu.

La place de la victoire a été ainsi nommée après la construction du monument dédié aux soldats inconnus de toutes les guerres, réalisé par l'architecte romain Cesare Bazzani qui avait gagné un concours national. Le monument fait 30 mètres en hauteur, 22 seulement pour la colonne dorique en pierre de Trani qui soutient une composition sculpturale en bronze représentant la victoire sur les trois niveaux : au ciel, sur terre et sur l'eau, avec les bras au ciel. Les trois figures qui soutiennent une flamme ont été réalisées par le sculpteur Maniscalchi[Qui ?]. À la base on trouve deux fontaines décorées avec des bas-reliefs qui représentent les moments les plus importants de la vie d'un héros: l'attaque, la défense, le sacrifice et le triomphe. L'eau qui coule est, au contraire symbole du retour permanent de la victoire. Le monument a été inauguré le 28 octobre 1923, le dixième anniversaire de la révolution fasciste. En arrivant par le Viale della Vittoria à gauche on peut admirer une statue d'Icare qui est dédiée au fils de Mussolini. À droite, se trouvent les palais jumeaux, à la même place où dans le passé se trouvait la douane et donc l'entrée principale de la ville. Les deux édifices semblent identiques mais ils sont en réalité différents dans leurs intérieurs et, en plus, à cause des difficultés économiques on les a construit en plâtre, le matériel qui ressemble le plus au marbre Les balcons du dernier étage étaient utilisés pour assister aux manifestations et aux parades qui avaient lieu sur la place.

#### Ex édifice Balilla
L'édifice, qui se trouve sur le boulevard de la liberté (Viale della libertà) plus communément appelé boulevard de la gare (viale della stazione), était composé de trois parties principales : le gymnase, le cinéma-théâtre et la piscine. Il a été bâti grâce à l'argent donné par la Présidence de l'organisation Balilla, la Province et la Mairie de Forlì. Le géomètre a décidé d'utiliser le contraste entre le blanc et le rouge et de mettre sur la tour l'inscription du serment fasciste prononcé par les jeunes "balilla". La piscine a été détruite après la Seconde Guerre mondiale à cause de problèmes techniques. Maintenant à la place de la bibliothèque, des bureaux et de la piscine il y a un gymnase. Ces bâtiments, unis à ceux  du lycée et du collège d'à côté, forment toujours un M représentant l'initiale de Mussolini. Les caractéristiques de l'architecture fasciste sont la rationalité et la rigueur. Tous les édifices ont des grandes fenêtres car l'idéologie affirmait que les rayons du soleil renforçaient le physique des élèves.

### Parcs

#### Parco della Resistenza
Ce parc a été créé pendant la revalorisation du centre-ville commencé sous Mussolini. L'architecte Mirri[Qui ?] a choisi le modèle du jardin à l'italienne à la place de celui à l'anglaise parce qu'il le trouvait plus adéquat pour se promener. La disposition des bancs suit une forte symétrie. Au centre du parc on trouve un obélisque et une fontaine. Pour sauvegarder l'harmonie Mirri a mis aussi quatre statues qui représentent les saisons. La structure originale du parc a été changée de nombreuses fois jusqu'à l'intervention décisive de l'architecte Santarelli. À l'époque moderne le parc a été agrandi mais sans en changer la partie historique.

#### Parco urbano Franco Agosto
C'est le plus grand et le plus fréquenté des parcs de Forlì, dédié au premier Maire après la Libération. Il se présente comme une gigantesque pelouse, avec quelques buttes — l'une d'elles est célèbre, la butte des lapins qui donne son nom à un pub —, traversée par des petits ruisseaux artificiels et peuplée par beaucoup d'animaux différents. À l'intérieur du parc se trouvent des structures sportives, des aires pour les enfants, un restaurant, un bar, un stand qui vend de la piadina. Beaucoup de manifestations publiques y ont également lieu.

## Personnalités

### Personnalités nées à Forlì
- Antonio Artusini  ( 2 octobre 1554 et mort après 1624 (parfois 1604)), jurisconsulte, poète et orateur.
- Pérégrin Laziosi (1265 - 1er mai 1315), en italien Pellegrino Laziosi, saint patron, pour l'Église catholique, des maladies incurables comme le cancer ;
- Flavio Biondo (1392 - 1463), historien, archéologue et humaniste de la Renaissance Italienne, il fut le premier à utiliser l'expression « Moyen Âge » et fut aussi un pionnier de l'archéologie ;
- Ansuino da Forlì (XVe siècle), peintre ;
- Melozzo da Forlì (1438 - 1494), peintre, élève d'Ansuino da Forlì , considéré comme l’inventeur de la peinture de bas-en-haut par Vasari ;
- Publio Fausto Andrelini (1450-1518), poète néo-latin ;
- Marco Palmezzano (Forlì, 1460 – Forlì, 1539), peintre de la Chapelle Feo de Sant’Ambrogio et premier assistant de Melozzo da Forlì
- Francesco Menzocchi (1502 - 1574), peintre italien maniériste
- Jean-Baptiste Morgagni (1682-1771), médecin, initiateur de l'anatomo-pathologie moderne ;
- Giuseppe Siboni (Forli 1780-Copenhague 1839), ténor, maître de chant, directeur du théâtre Royal Danois ;
- Giuseppe Bofondi (1795-1867), cardinal secrétaire d'Etat
- Clelia Merloni (1861-1930), religieuse catholique italienne, béatifiée en 2018 ;
- Aurelio Saffi, 1819-1890, né et mort à Forlì, homme politique italien du Risorgimento ;
- Giulietta Simionato (1910-2010), mezzo-soprano ;
- Ercole Baldini (Villanova 1933-2022), champion cycliste ;
- Matteo Montaguti (1984), coureur cycliste italien ;
- Rosalba Neri (1939), actrice ;
- Alice (1954), chanteuse ;
- Andrea Dovizioso (1986), pilote professionnel de Grand Prix Moto, champion du monde 125 cm3 en 2004.
- Bruno Grandi (1934-2019), est un dirigeant sportif italien.

### Personnalités liées à la commune
- Pellegrino Gaudenzi (1749-1784), écrivain italien, né à Forlì
- Gian Luca Zattini (1955), maire de la ville depuis 2019
- Arcangelo Resani (1670 Rome - 1742 Ravenne), peintre de natures mortes animalières, s'installa à Forli après un passage à Bologne[4].

## Administration
| Période                                  | Période  | Identité          | Étiquette | Qualité |
| ---------------------------------------- | -------- | ----------------- | --------- | ------- |
| 1946                                     | 1951     | Franco Agosto     | PCI       |         |
| 1951                                     | 1965     | Icilio Missirolo  | PRI       |         |
| 1970                                     | 1979     | Angelo Satanassi  | PCI       |         |
| 1979                                     | 1989     | Giorgio Zanniboni | PCI       |         |
| 1989                                     | 1995     | Sauro Sedioli     | PDS       |         |
| 1995                                     | 2004     | Franco Rusticali  | PDS       |         |
| 2004                                     | 2009     | Nadia Masini      | DS        |         |
| 2009                                     | 2014     | Roberto Balzani   | PD        |         |
| 2014                                     | 2019     | Davide Drei       | PD        |         |
| 2019                                     | En cours | Gian Luca Zattini | LN        |         |
| Les données manquantes sont à compléter. |          |                   |           |         |

### Hameaux
Bagnolo, Barisano, Borgo Sisa, Branzolino, Carpena, Carpinello, Casemurate, Caserma, Castiglione, Cava, Collina, Coriano, Durazzanino, Forniolo, Grisignano, Ladino, Magliano, Malmissole, Massa, Para, Pescaccia, Petrignone, Pianta, Pieve Acquedotto, Pievequinta, Poggio, Ponte Vico, Quattro, Ravaldino, Roncadello, Ronco, Rotta, Rovere, San Giorgio, San Leonardo in Schiova, San Lorenzo in Noceto, San Martino in Strada, San Martino in Villafranca, San Tomé, San Varano, Vecchiazzano, Villa Rovere, Villa Selva, Villafranca di Forlì, Villagrappa, Villanova

### Communes limitrophes
Bertinoro, Brisighella (RA), Castrocaro Terme e Terra del Sole, Faenza (RA), Forlimpopoli, Meldola, Predappio, Ravenne (RA), Russi

### Évolution démographique
Habitants recensés

### Ethnies et minorités étrangères
Selon les données de l’Institut national de statistique (ISTAT) au 1er janvier 2011 la population étrangère résidente était de 13 338 personnes.
Les nationalités majoritairement représentatives étaient :
| Pos. | Pays         | Population |
| ---- | ------------ | ---------- |
| 1    | Roumanie     | 2 621      |
| 2    | Albanie      | 1 920      |
| 3    | Chine        | 1 607      |
| 4    | Maroc        | 1 421      |
| 5    | Ukraine      | 640        |
| 6    | Burkina Faso | 598        |
| 7    | Tunisie      | 560        |
| 8    | Pologne      | 512        |
| 9    | Macédoine    | 457        |
| 10   | Bangladesh   | 297        |

### Jumelages

#### Jumelages
- Bourges (France)
- Chichester (Royaume-Uni)
- Elektrėnai (Lituanie)
- Kaliningrad (Russie)
- Peterborough (Royaume-Uni)
- Płock (Pologne)
- Skövde (Suède)
- Szolnok (Hongrie)

#### Coopérations
- Aveiro (Portugal)

### Dans la culture populaire
La ville de Forlì et la campagne qui l'environne apparaissent en 2009 dans le jeu vidéo Assassin's Creed II, qui se déroule au XVe siècle. Le joueur est également amené à rencontrer certaines figures historiques réelles, comme la comtesse Catherine Sforza.